# Taebla
Koordinaten: 58° 57′ N, 23° 44′ O
Taebla (deutsch Taibel) ist ein Dorf (estnisch alevik) in der Landgemeinde Lääne-Nigula im Kreis Lääne in Estland. Es ist der Hauptort der Landgemeinde. Bis 2013 gehörte Taebla zur mittlerweile aufgelösten Landgemeinde Taebla und war deren Hauptort.

## Einwohnerschaft und Lage

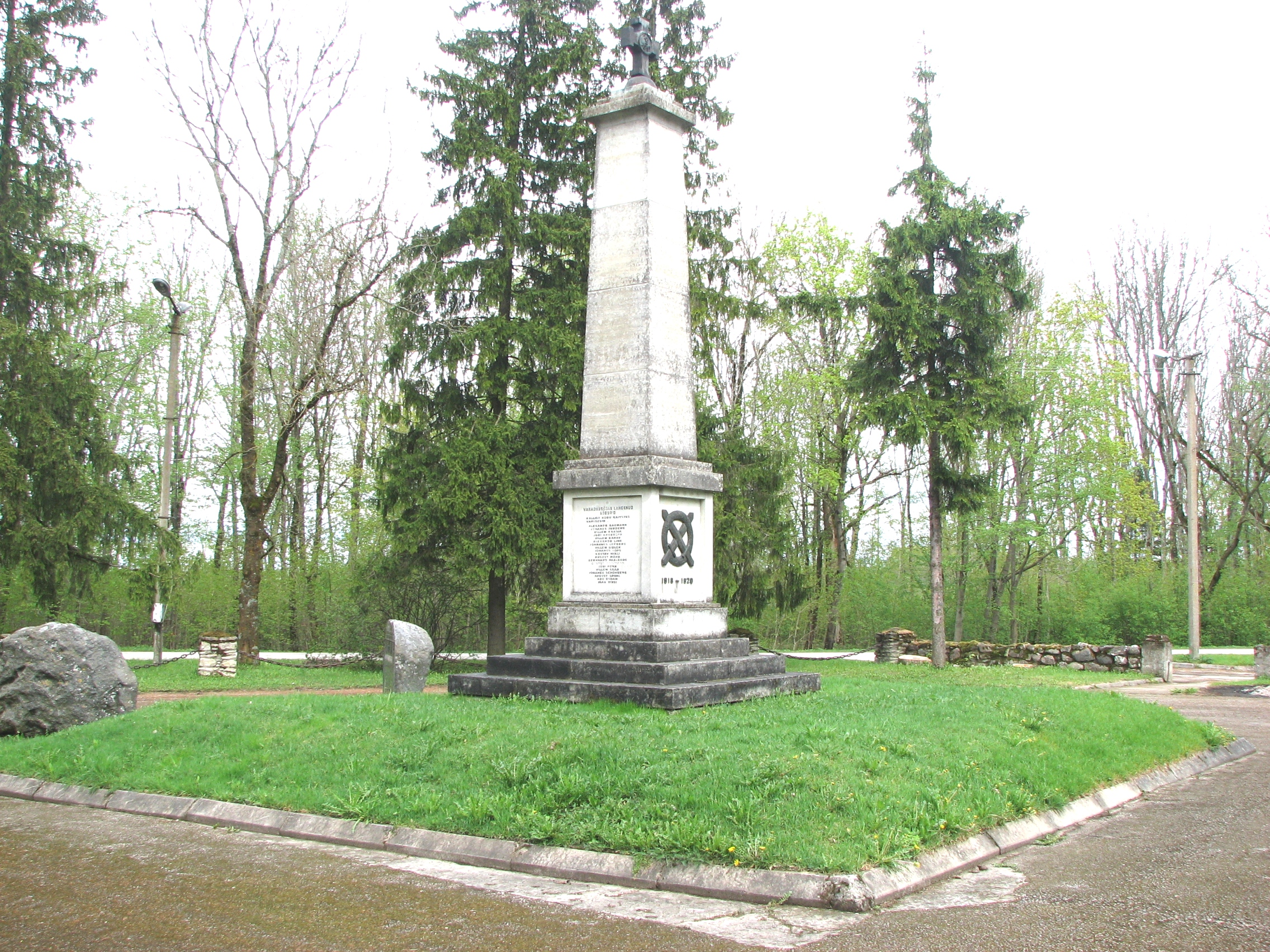
Denkmal für die Gefallenen des Estnischen Freiheitskrieges (1918–1920)

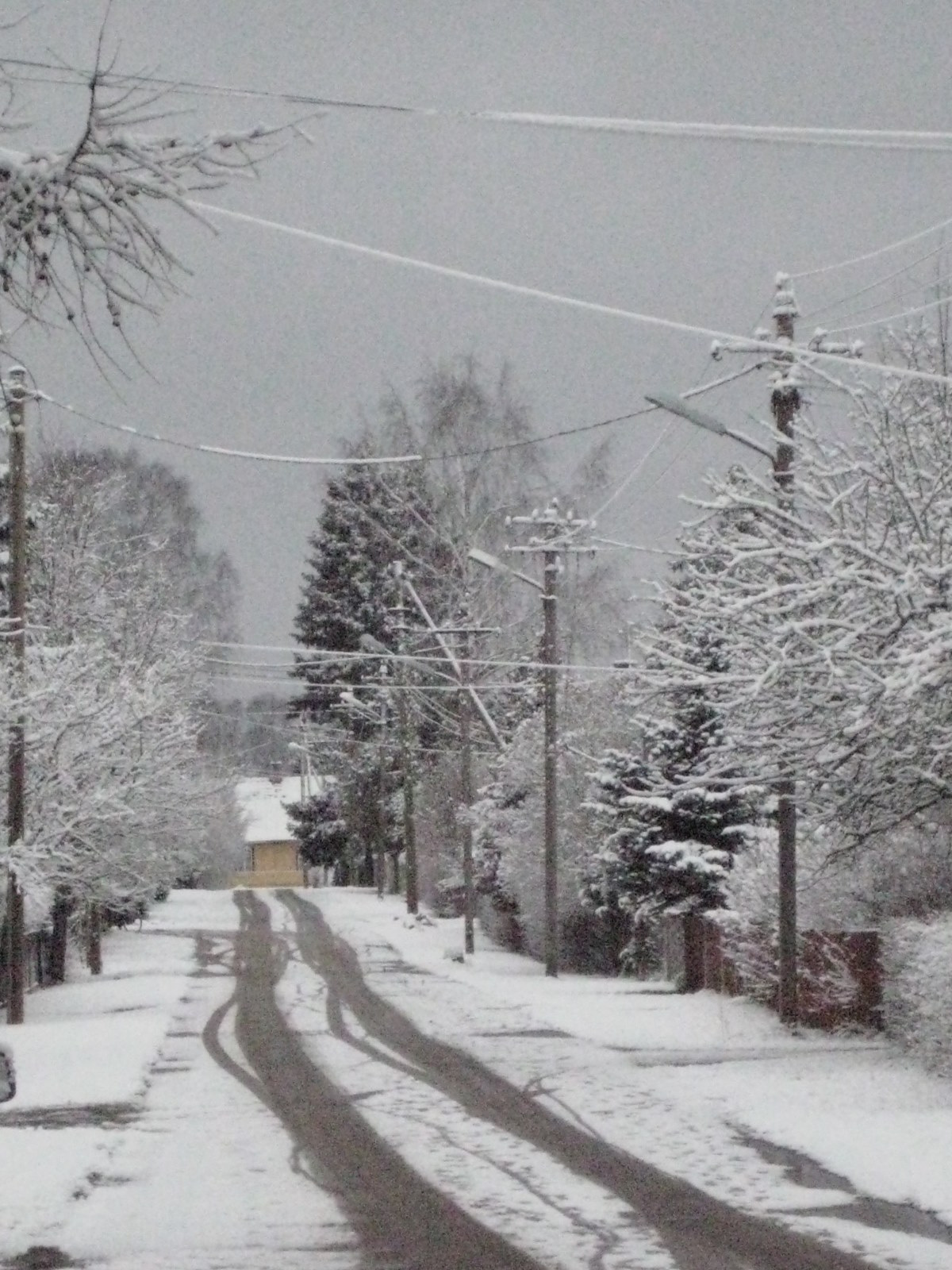
Winter in Taebla

Der Ort hat 840 Einwohner (Stand 31. Dezember 2011). Seine Fläche beträgt 1,2 km².
Das Dorf liegt zwölf Kilometer nordöstlich der Landkreishauptstadt Haapsalu.
Der Bahnhof des Ortes liegt an einer Nebenstrecke der Bahnstrecke Tallinn–Paldiski zwischen Haapsalu und der estnischen Hauptstadt Tallinn. 2004 wurde der Streckenteil zwischen Turba und Haapsalu stillgelegt.

## Geschichte
Das Dorf wurde erstmals 1341 unter dem Namen Taybile urkundlich erwähnt. Die ersten Angaben zu dem Hof stammen aus dem Jahr 1515.
Ein großes Bevölkerungswachstum verzeichnete Taebla während des Bestehens der Estnischen SSR. In dem Ort entstand ein Traktorenpark mit zahlreichen Werkstätten. Besonders der Torfabbau in der Region war für die sowjetische Wirtschaft von Interesse.